# Административное деление Сан-Томе и Принсипи
Столицей Демократической Республики Сан-Томе и Принсипи является город Сан-Томе, расположенный на одноимённом острове.
Страна разделена на 2 провинции: Сан-Томе и Принсипи.
- Провинция Сан-Томе (столица — Сан-Томе) занимает территорию острова Сан-Томе и является наиболее населённой провинцией.
- Провинция Принсипи (столица — Санту-Антонью) располагается на острове Принсипи. Её площадь составляет около 142 км². С 29 апреля 1995 г. провинция является автономной.

Провинции, в свою очередь, разделены на 7 округов: шесть на Сан-Томе и один на Принсипи.
| № | Округа      | Административный центр | Площадь, км² | Население, чел. (2012) | Плотность, чел./км² |
| - | ----------- | ---------------------- | ------------ | ---------------------- | ------------------- |
| 1 | Агуа-Гранде | Сан-Томе               | 17           | 73 091                 | 4299,47             |
| 2 | Кантагалу   | Сантана                | 119          | 18 194                 | 152,89              |
| 3 | Кауи        | Сан-Жуан-дуз-Анголареш | 267          | 6887                   | 25,79               |
| 4 | Лемба       | Невеш                  | 229          | 15 370                 | 66,83               |
| 5 | Лобата      | Гуадалупи              | 105          | 20 007                 | 190,54              |
| 6 | Ми-Сочи     | Тринидади              | 122          | 46 265                 | 379,22              |
| 7 | Пагуи       | Санту-Антонью          | 142          | 7542                   | 53,11               |
|   | Всего       |                        | 1 001        | 187 356                | 187,17              |